# Sara Fantini
Sara Fantini (ur. 16 września 1997 w Fidenzie) – włoska lekkoatletka specjalizująca się w rzucie młotem, olimpijka.
W 2024 została mistrzynią Europy.
Wielokrotna mistrzyni Włoch w rzucie młotem oraz reprezentantka kraju w pucharze Europy w rzutach oraz drużynowych mistrzostwach Europy.

## Rezultaty
| Rok  | Impreza                                 | Miejsce    | Pozycja                   | Wynik |
| ---- | --------------------------------------- | ---------- | ------------------------- | ----- |
| 2015 | Mistrzostwa Europy juniorów             | Eskilstuna | el. – 20. miejsce         | 56,14 |
| 2016 | Mistrzostwa świata juniorów             | Bydgoszcz  | 7. miejsce                | 59,56 |
| 2017 | Puchar Europy w rzutach                 | Las Palmas | 6. miejsce (U23, grupa A) | 62,71 |
| 2017 | Superliga drużynowych mistrzostw Europy | Lille      | 9. miejsce                | 63,19 |
| 2017 | Młodzieżowe mistrzostwa Europy          | Bydgoszcz  | 11. miejsce               | 63,38 |
| 2017 | Uniwersjada                             | Tajpej     | 12. miejsce               | 60,82 |
| 2018 | Puchar Europy w rzutach                 | Leiria     | 6. miejsce (grupa B)      | 61,30 |
| 2019 | Puchar Europy w rzutach                 | Šamorín    | 1. miejsce (grupa B)      | 69,25 |
| 2019 | Młodzieżowe mistrzostwa Europy          | Gävle      | 3. miejsce                | 68,35 |
| 2019 | Superliga drużynowych mistrzostw Europy | Bydgoszcz  | 4. miejsce                | 67,81 |
| 2019 | Mistrzostwa świata                      | Doha       | el. – 26. miejsce         | 66,58 |
| 2021 | Puchar Europy w rzutach                 | Split      | 5. miejsce (grupa A)      | 70,21 |
| 2021 | Superliga drużynowych mistrzostw Europy | Chorzów    | 3. miejsce                | 70,31 |
| 2021 | Igrzyska olimpijskie                    | Tokio      | 12. miejsce               | 69,10 |
| 2022 | Puchar Europy w rzutach                 | Leiria     | 3. miejsce (grupa A)      | 69,60 |
| 2022 | Mistrzostwa świata                      | Eugene     | 4. miejsce                | 73,18 |
| 2022 | Mistrzostwa Europy                      | Monachium  | 3. miejsce                | 71,58 |
| 2023 | Puchar Europy w rzutach                 | Leiria     | 1. miejsce (grupa A)      | 73,26 |
| 2023 | I dywizja drużynowych mistrzostw Europy | Chorzów    | 1. miejsce                | 73,26 |
| 2023 | Mistrzostwa świata                      | Budapeszt  | 6. miejsce                | 73,85 |
| 2024 | Puchar Europy w rzutach                 | Leiria     | 3. miejsce (grupa A)      | 70,58 |
| 2024 | Mistrzostwa Europy                      | Rzym       | 1. miejsce                | 74,18 |
| 2024 | Igrzyska olimpijskie                    | Paryż      | 12. miejsce               | 69,58 |
| 2025 | Puchar Europy w rzutach                 | Nikozja    | 3. miejsce (grupa A)      | 72,37 |
| 2025 | I dywizja drużynowych mistrzostw Europy | Madryt     | 4. miejsce                | 70,56 |

## Rekordy życiowe
- rzut młotem – 75,77 (18 czerwca 2022, Madryt) – rekord Włoch